# Nikal
Nikal je kemijski element atomskog (rednog) broja 28 i atomske mase 58,96934(2). U periodnom sustavu elemenata predstavlja ga simbol Ni.

## Svojstva
Nikal je kemijski element 10. skupine periodnoga sustava elemenata. Srebrnastobijela, blistavo-sjajna i tvrda kovina. Plastičan je, žilav i teško taljiv metal. Postupcima plastične deformacije može se obrađivati u tanke folije, cijevi i vrpce.

Slabo je feromagnetičan u rasponu od sobne temperature do 340 °C. Otporan je na koroziju u različitim sredinama, te na djelovanje atmosferskih plinova (na zraku sporo oksidira), vode, halogenih elemenata i sumpora na sobnoj temperaturi, a zagrijavanjem mu se reaktivnost povećava. Otporan je prema lužinama sve do 500 °C, u neoksidativnim kiselinama otapa se vrlo sporo, a u razrijeđenim oksidirajućim kiselinama brzo.

Njegova katalitička aktivnost temelji se na lakoj apsorpciji (upijanju) veće količine plinova poput ugljikova monoksida (CO) i vodika (H2).
Tali se na temperaturi od 1450 °C.

## Rasprostranjenost i dobivanje
Nikal je po zastupljenosti 24. element u litosferi s prosječnim sadržajem od 75 ppm. Prosječna koncentracija nikla u tlima iznosi 40 ppm, s velikim odstupanjima među tipovima tala, što najviše ovisi o karakteristikama matične podloge. Tla na serpentinu mogu sadržavati nikla u koncentracijama od 100 ‐ 7000 ppm, dok je u ostalima uobičajeni raspon od 5 ‐ 500 ppm. Stabilni oblik nikla u tlu je oksidacijsko stanje +2; Ni2+ je gotovo podjednake elektronegativosti kao Cu2+, što mu uz elektronsku strukturu omogućava formiranje kompleksa s organskom tvari koji su po stabilnosti slični onima od Cu2+. Kao najmanji od prijelaznih metalnih kationa, Ni2+ se dobro uklapa u oktaedarska mjesta i koprecipitira sa željezovim i manganskim oksidima u tlu.
Dobiva se iz sumpornih ruda ili elektrolizom sulfida.
| Zemlja                         | u tisućama tona | % svjetske proizvodnje |
| ------------------------------ | --------------- | ---------------------- |
| Rusija                         | 300,7           | 23,4                   |
| Australija                     | 218,0           | 17,0                   |
| Kanada                         | 162,8           | 12,7                   |
| Nova Kaledonija                | 111,9           | 8,7                    |
| Indonezija                     | 103,5           | 8                      |
| 5 najvećih proizvođača zajedno | 896,9           | 69,8                   |
| Ukupna svjetska proizvodnja    | 1.284,2         | 100,0                  |

## Biološki značaj
Nikal je esencijalni element prisutan u mnogim enzimima. Dnevno bi ga trebalo minimalno unositi u količini 0,3 miligrama. Esencijalna uloga nikla u metaboličkim procesima viših biljaka otkrivena je relativno kasno u odnosu na druge do sada potvrđene esencijalne elemente. Premda se nikal, uz molibden, smatra ultramikrohranivom, njegova se esencijalnost potvrđuje time što je funkcionalni element za djelovanje enzima ureaze i u tim procesima ne može biti zamijenjen drugim elementom, kao što ni metabolizam uree ne može poprimiti drugi smjer. Njegova uloga u životinjskom i ljudskom organizmu još nije potpuno razjašnjena. Čini se da nedovoljna opskrba niklom može uzrokovati narušavanje strukture i uloge stanične membrane i prekinuti metabolizam željeza. Sigurno je da je nikal toksičan za biljke i životinje izložene koncentracijama višima od prosječnih, a koje za ljude mogu biti i kancerogene.
Nikal se nakuplja u lišću i sjemenju, a koncentracije ovog elementa u krmi i žitaricama su slične. Biljke se razlikuju u pogledu osjetljivosti na nikal, a neke ga i pretjerano usvajaju (krstašice i leguminoze). Suvišak nikla uvjetuje nedostatak željeza u izbojima, jer priječi njegovu translokaciju. Nikal porijeklom iz zraka obično je koncentriran u izbojima. Nikal ima određenu ulogu u metabolizmu dušika, posebice u leguminozama. Fitotoksične koncentracije nikla kreću se od 10 do 100 mg/g za pojedine biljne vrste. Simptomi fitotoksičnosti su: međuvenska kloroza mladih listova, sivo zeleno lišće i oštećenje korijena.

## Uporaba nikla i važniji niklovi spojevi
Kako je izrazito otporan na koroziju, koristi se za galvansko prevlačenje drugih metala radi zaštite.

Slitine nikla i bakra se koriste za izradu kovanog novca, pribora za jelo, itd. Nikal se također dodaje čeliku (za dobivanje visoko vijednih žilavih i čvrstih čelika) i drugim legurama da bi povećao njihovu otpornost na koroziju.
Upotrebljava se:
- za izradbu opreme u prehrambenoj i kemijskoj industriji,
- konstrukcijskih dijelova u brodogradnji,
- za elektrolitičko (niklanje) kovinskih predmeta,
- u proizvodnji alkalnih željezo-niklenih i nikal-kadmijevih akumulatora,
- u kemijskoj industriji kao katalizator u reakcijama hidrogenacije,
- u ortodonciji za izradu nikal-titan žičanih lukova (alergija na nikal je kontraindikacija za ortodontsku terapiju),
- za proizvodnju kompozitnih materijala (kermet),
- kao legirna kovina u proizvodnji nehrđajućih i vatrootpornih čelika (feronikal, invar), te ostalih slitina s izrazitim antikorozivnim (monel), vatrootpornim (hastelloy, incolloy), električnim, termoelektričnim (konstantan, nikrom, kalorit, kromel) i magnetskim svojstvima (permalloy, hipernik, perminvar, alniko).

### Važniji niklovi spojevi:
- niklov klorid (NiCl2) je važan prenositelj klora u reakcijama u kojima sudjeluje klor i klorovodik),
- niklov(II) hidroksid (Ni(OH)2) se upotrebljava u alkalnim akumulatorima,
- niklov(II) nitrat (Ni(NO3)2) važna polazna sol i katalizator u proizvodnji akumulatora,
- niklov(II) oksid (NiO) se upotrebljava kao poluvodič u keramičkoj industriji, za proizvodnju boja, emajla i katalizatora,
- niklov(II) sulfat (NiSO4) se koristi za elektrolitičko niklanje, dobivanje katalizatora i u industriji akumulatora,
- niklov tetrakarbonil (Ni(CO)4) važan je za dobivanje čistoga nikla Mondovim postupkom i u organskim sintezama, itd.